# ألان راك
ألان راك (بالإنجليزية: Alan Ruck)‏ (مواليد 1 يوليو 1956) ممثل مسرحي، تلفزيوني، وسينمائي أمريكي ولد في كليفلاند ، أوهايو ، وظهر بأكثر من 100 ظهور في الأفلام والتلفزيون.

## روابط خارجية
- ألان راك على موقع IMDb (الإنجليزية)
- ألان راك على موقع ألو سيني (الفرنسية)
- ألان راك على موقع ميوزك برينز (الإنجليزية)
- ألان راك على موقع تيرنر كلاسيك موفيز (الإنجليزية)
- ألان راك على موقع أول موفي (الإنجليزية)
- ألان راك على موقع قاعدة بيانات برودواي على الإنترنت (الإنجليزية)
- ألان راك على موقع قاعدة بيانات الأفلام السويدية (السويدية)
- ألان راك على موقع إن إن دي بي (الإنجليزية)
- ألان راك على موقع ديسكوغز (الإنجليزية)
- ألان راك على موقع قاعدة بيانات الفيلم (الإنجليزية)